# Karl Bähr (Jurist)
Karl Bähr (* 30. Mai 1880 in Kassel; † Mai 1943 ebenda) war ein deutscher Jurist, Präsident des Landeskirchenamtes und Landgerichtsdirektor am Landgericht Kassel.

## Leben
Karl Bähr wurde als Sohn des Fabrikanten Wilhelm Bähr († 1922) geboren und absolvierte nach dem Abitur am Friedrichsgymnasium Kassel ein Studium der Rechtswissenschaften an den Universitäten in Lausanne, Leipzig, Heidelberg, Berlin und Marburg.
Am 7. Juli 1903 promovierte er mit der Dissertation „Die Bestimmungen des Bürgerlichen Gesetzbuches über Notwehr und Notstand und ihre Bedeutung für das Strafrecht“ zum Dr. jur.
Er leistete Militärdienst als Einjährig-Freiwilliger im  1. Kurhessischen Feld-Artillerie-Regiment Nr. 11 in Kassel, wurde 1901 Gerichtsreferendar und 1905 Gerichtsassessor. Im Anschluss erhielt er eine Anstellung als Hilfsarbeiter im Preußischen Justizministerium.
Bevor er Kriegsdienst leisten musste, war er als Staatsanwalt in Koblenz beschäftigt. Nach dem Krieg wurde er Richter am Landgericht Kassel.
1921 zum Landgerichtsdirektor ernannt, beschäftigte er sich überwiegend mit Strafsachen am Schwurgericht. 1927 wurde das Landesarbeitsgericht beim Landgericht Kassel eingerichtet; Bähr wurde dessen Präsident.
In der evangelischen Kirche hatte er zahlreiche Ämter inne. So war er seit 1922 stellvertretender Vorsitzender des Vorsteheramtes der evangelischen Kirche in Kassel, des Kreiskirchentages und des Kreiskirchenvorstandes Kassel, des Landeskirchentages und der Kirchenregierung. Von 1927 bis 1933 war er Präsident des Landeskirchenamtes. In dieser Funktion bildete er neben dem Landesoberpfarrer, der vom Landeskirchentag aus dem Kreis der drei Landespfarrer aus dem Nord-, West- und Südsprengel gewählt wurde, und weiteren gewählten Mitgliedern die Kirchenregierung der Evangelischen Landeskirche in Hessen-Kassel.
1933 trat er auf eigenen Wunsch von seinen Ämtern zurück. Er setzte sich für eine Reichskirche ein und wollte einer Vereinheitlichung der Kirchenverwaltung nicht im Wege stehen.
Bähr war seit 1933 Mitglied der SA und war als Rechtsberater und Sozialwart im Sturmbann, in der Standarte und in der Brigade tätig.

### Öffentliche Ämter
- Mitglied des Prüfungsamtes für Referendare
- Vorsitzender der Reichsdisziplinarkammer
- Mitglied im Verein für hessische Geschichte

### Auszeichnungen
- Eisernes Kreuz I. Klasse
- Hohenzollernscher Hausorden Ritterkreuz mit Schwertern